# Woo Sang-kwon
Woo Sang-kwon (kor. 우상권, ur. 2 lutego 1926, zm. 13 grudnia 1975 w Seulu) – południowokoreański piłkarz i trener, występujący podczas kariery na pozycji napastnika.

## Kariera klubowa
Woo podczas kariery piłkarskiej występował w Korea Army Gendarmerie Office.

## Kariera reprezentacyjna
W reprezentacji Korei Południowej Woo występował w latach 1954-1964.
W 1954 roku został powołany do kadry na mistrzostwa świata. Na mundialu w Szwajcarii wystąpił w obu przegranych meczach z Węgrami i Turcją. W 1956 wygrał inauguracyjną edycję Pucharu Azji (Woo zdobył bramki w meczach z Izraelem i Wietnamem Południowym).
W 1960 po raz drugi wygrał Puchar Azji (Woo zdobył bramki w meczach z Izraelem i Wietnamem Południowym). W 1964 uczestniczył w igrzyskach olimpijskich w Tokio. Na turnieju w Japonii wystąpił w dwóch meczach z Czechosłowacją i Egiptem.

## Kariera trenerska
Po zakończeniu kariery piłkarskiej Woo został trenerem. W latach 1970–1971 był selekcjonerem reprezentacji Korei Południowej.